# Andromaque (Racine)
Pour les articles homonymes, voir Andromaque (homonymie).
Andromaque est une tragédie en cinq actes et en vers de Jean Racine écrite en 1667 et représentée pour la première fois au château du Louvre le 17 novembre 1667. Composée de 1 648 alexandrins, l'œuvre est dédiée à Henriette d'Angleterre. 
L'argument de la pièce se résume en une phrase : Oreste aime Hermione, qui aime Pyrrhus, qui aime Andromaque, qui cherche à protéger son fils Astyanax tout en restant fidèle au souvenir de son mari, Hector, tué par Achille en combat singulier pendant la guerre de Troie. Ou plus couramment : « Oreste aime Hermione, qui aime Pyrrhus, qui aime Andromaque, qui aime Hector, qui est mort. »
Racine s'inspire de chants de l’Iliade d'Homère, notamment pour la figure d'Andromaque. L'histoire avait déjà été traitée par Euripide dans ses pièces Andromaque et Les Troyennes, cette dernière ayant été adaptée plus tard par Sénèque. Cependant, dans sa première préface, Racine cite l’Énéide de Virgile comme source principale.

## Origine
Après s’être fait connaître par La Thébaïde et Alexandre le Grand, pièces qui ne sont guère jouées de nos jours, Racine connaît la gloire avec Andromaque, sa troisième tragédie. L'œuvre est dédiée à Henriette d'Angleterre. Elle est jouée pour la première fois le 17 novembre 1667 devant la reine par la troupe de l’hôtel de Bourgogne. Le rôle-titre est tenu par Mademoiselle Du Parc. La pièce a un grand succès auprès de la cour, émue par le lyrisme nouveau de cette tragédie.
Elle est pourtant critiquée par ses rivaux, dont Subligny, qui rassemble la plupart des reproches faits à la tragédie dans une comédie, La Folle Querelle, jouée l'année suivante par la troupe de Molière.
Madame de Sévigné écrit : « Jamais Racine n’ira plus loin qu’Alexandre et qu’Andromaque ».

Selon Voltaire, 

« il y a manifestement deux intrigues dans l'Andromaque de Racine, celle d'Hermione aimée d'Oreste et dédaignée de Pyrrhus, celle d'Andromaque qui voudrait sauver son fils et être fidèle aux mânes d'Hector. Mais ces deux intérêts, ces deux plans sont si heureusement rejoints ensemble que, si la pièce n'était pas un peu affaiblie par quelques scènes de coquetterie et d'amour plus dignes de Térence que de Sophocle, elle serait la première tragédie du théâtre français. »

Selon le critique Félix Guirand, la pièce constitue un tournant dans l'histoire du théâtre français en ce que Racine « renouvelle le genre tragique en substituant à la tragédie héroïque de Corneille et à la tragédie romanesque de Quinault, la tragédie simplement humaine, fondée sur l'analyse des passions et particulièrement de l'amour ». Par ailleurs, l'auteur privilégie « une diction simple, qui reproduit avec aisance l'allure de la prose, sans jamais perdre la couleur poétique », contrastant avec le « style tendu, pompeux et volontiers déclamatoire de Corneille ».
Contrairement à d’autres pièces de Racine, le succès d'Andromaque n’a fléchi à aucune époque et la pièce a toujours été l’une des plus jouées à la Comédie-Française.

## Les personnages

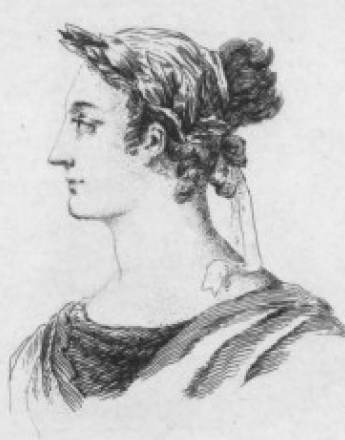
Mademoiselle Du Parc, créatrice du rôle (portrait de 1858).

Les acteurs ci-dessous sont les premiers interprètes de ces rôles.
- Andromaque, veuve d'Hector, captive de Pyrrhus, mère d'Astyanax, Reine troyenne : Mlle Du Parc
- Pyrrhus, fils d'Achille, roi d'Épire : Floridor
- Oreste, fils d’Agamemnon : Montfleury (qui avait à l'époque près de 60 ans)
- Hermione, fille d'Hélène et de Ménélas, fiancée (promise) à Pyrrhus : Mademoiselle des Œillets
- Pylade, ami et confident d'Oreste
- Cléone, confidente d'Hermione
- Céphise, confidente d'Andromaque
- Phœnix, gouverneur d'Achille, puis de Pyrrhus

## Intrigue

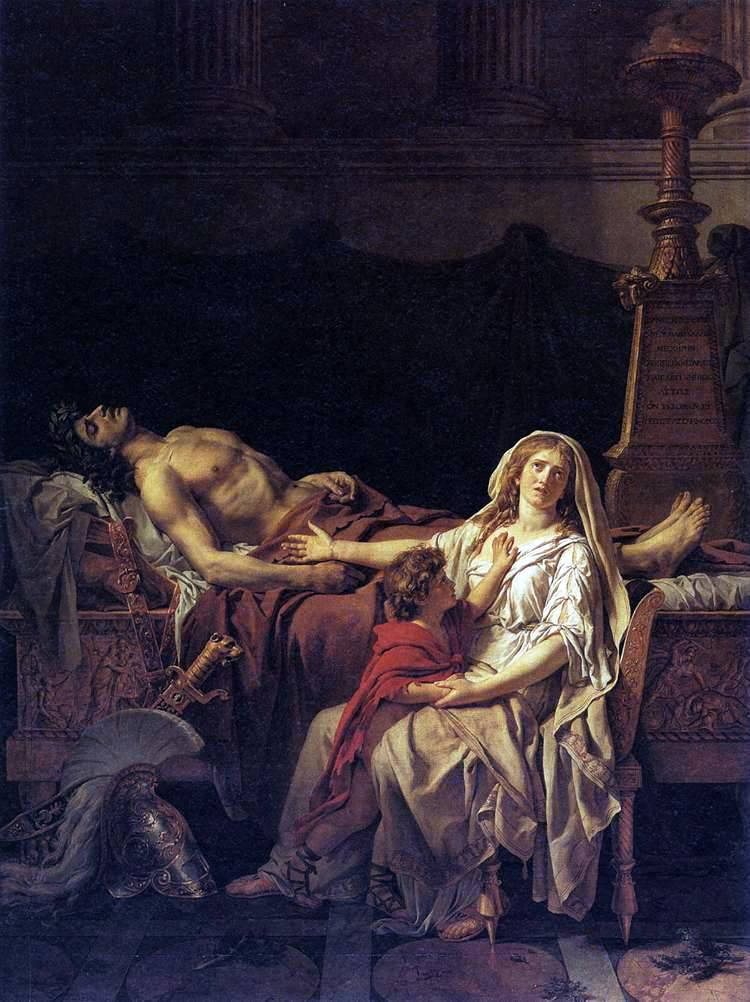
Jacques Louis David, La Douleur et les Regrets d'Andromaque sur le corps d'Hector (1783).

Après la guerre de Troie, au cours de laquelle Achille a tué Hector, la femme de ce dernier, Andromaque, vit au palais de Pyrrhus, le fils d’Achille, réduite à l'état de captive avec son fils Astyanax. Or Pyrrhus tombe amoureux de sa prisonnière, alors qu'il doit en principe épouser Hermione, la fille du roi de Sparte Ménélas et d'Hélène.
La structure est celle d’une chaîne amoureuse à sens unique (un triangle amoureux) : Oreste aime Hermione, qui veut plaire à Pyrrhus, qui aime Andromaque, qui aime son fils Astyanax et son mari Hector, qui est mort. L’arrivée d’Oreste à la cour de Pyrrhus marque le déclenchement d’une réaction qui, de maille en maille, va faire exploser la chaîne en la disloquant. L’importance du thème galant est un reste de la pièce précédente de Racine, Alexandre le Grand.
La scène est à Buthrot, ville d'Épire, dans une salle du palais de Pyrrhus.

### Acte I (4 scènes)
Oreste, ambassadeur des Grecs, parvenu en Épire au palais de Pyrrhus, y retrouve un ami fidèle, Pylade. Oreste vient au nom de la Grèce exiger de Pyrrhus qu'il lui livre Astyanax, le fils d’Hector et d'Andromaque. Ce fils doit mourir ; ce n'est encore qu'un enfant, mais les Grecs redoutent qu'il ne veuille un jour venger sur eux la défaite de Troie et la mort de son père Hector. Oreste confie toutefois qu'il n'a accepté de mener cette ambassade en Épire que pour une seule raison : revoir Hermione, qu'il n'a jamais cessé d'aimer, malgré les constants refus de celle-ci. Oreste la sait dédaignée par Pyrrhus, auquel elle est pourtant promise, et espère qu'elle acceptera maintenant de revenir en Grèce avec lui. Oreste voit Pyrrhus et, au nom de la Grèce, exige que lui soit livré Astyanax. Pyrrhus refuse fermement de céder aux exigences des Grecs, quitte à ce que son refus mène à la guerre. Oreste se retire. Andromaque paraît, et Pyrrhus lui rend compte de l'ambassade des Grecs et de son refus. Il espère que, reconnaissante envers lui d'avoir sauvé son fils, Andromaque acceptera de se montrer moins rebelle à son amour ; elle se refuse pourtant toujours à lui, fidèle envers son époux Hector, mort sous les coups d'Achille, le père de Pyrrhus. Poussé à bout, Pyrrhus menace de livrer Astyanax aux Grecs.

### Acte II (5 scènes)
Oreste parle à Hermione. Elle se montre prête à partir avec lui si Pyrrhus refuse de livrer Astyanax aux Grecs. Oreste est fou de joie. Cependant, Pyrrhus lui annonce qu'il a réfléchi et qu’il a décidé de livrer le fils d’Andromaque. Il compte également épouser Hermione le lendemain même. Pyrrhus se félicite de ce sursaut de raison, mais demeure troublé par le remords que lui inspire son amour pour Andromaque.

### Acte III (8 scènes)
Furieux de perdre définitivement Hermione, Oreste décide d'enlever celle-ci avant les noces, avec la complicité de son ami Pylade et des Grecs. Andromaque implore Hermione de sauver la vie de son fils en faisant fléchir Pyrrhus. Hermione balaye avec mépris la supplique d'Andromaque et sort. Pyrrhus, qui cherchait Hermione, entre et trouve Andromaque. Celle-ci le supplie de sauver son fils. Pris de pitié, Pyrrhus est prêt à changer d’avis si elle accepte de l’épouser ; Andromaque ne sait à quoi se résoudre.

### Acte IV (6 scènes)
Andromaque est déchirée entre son amour pour Astyanax (et Hector) et sa peur que Pyrrhus n'exécute sa menace. Elle décide d'accepter la demande en mariage de Pyrrhus, mais annonce à Céphise qu'elle se suicidera aussitôt la cérémonie achevée.
Hermione sait qu'Andromaque a décidé d'accepter l'offre de mariage de Pyrrhus. Elle fait venir Oreste et lui demande s'il l'aime. Oreste pense d'abord qu'elle veut partir avec lui — ce qui constituerait un outrage à l'encontre de Pyrrhus et de Ménélas. Mais Hermione lui demande de tuer Pyrrhus au moment même de la cérémonie de mariage. Oreste est épouvanté ; il essaie de persuader Hermione de fuir avec lui, quitte à faire plus tard la guerre à Pyrrhus. Hermione demeurant inflexible, Oreste s'incline. Il lui propose tout d'abord d'assassiner Pyrrhus secrètement, la nuit, mais Hermione exige qu'il le tue en public, pendant la cérémonie de mariage, pour faire mieux éclater sa vengeance.
Plus tard, Hermione affronte Pyrrhus et lui rappelle son rôle dans la prise de Troie et comment il a tué de sa propre main Priam, roi de Troie et père d'Hector, ainsi que la petite Polyxène, la plus jeune des filles de Priam et sœur d'Hector.

### Acte V (5 scènes)

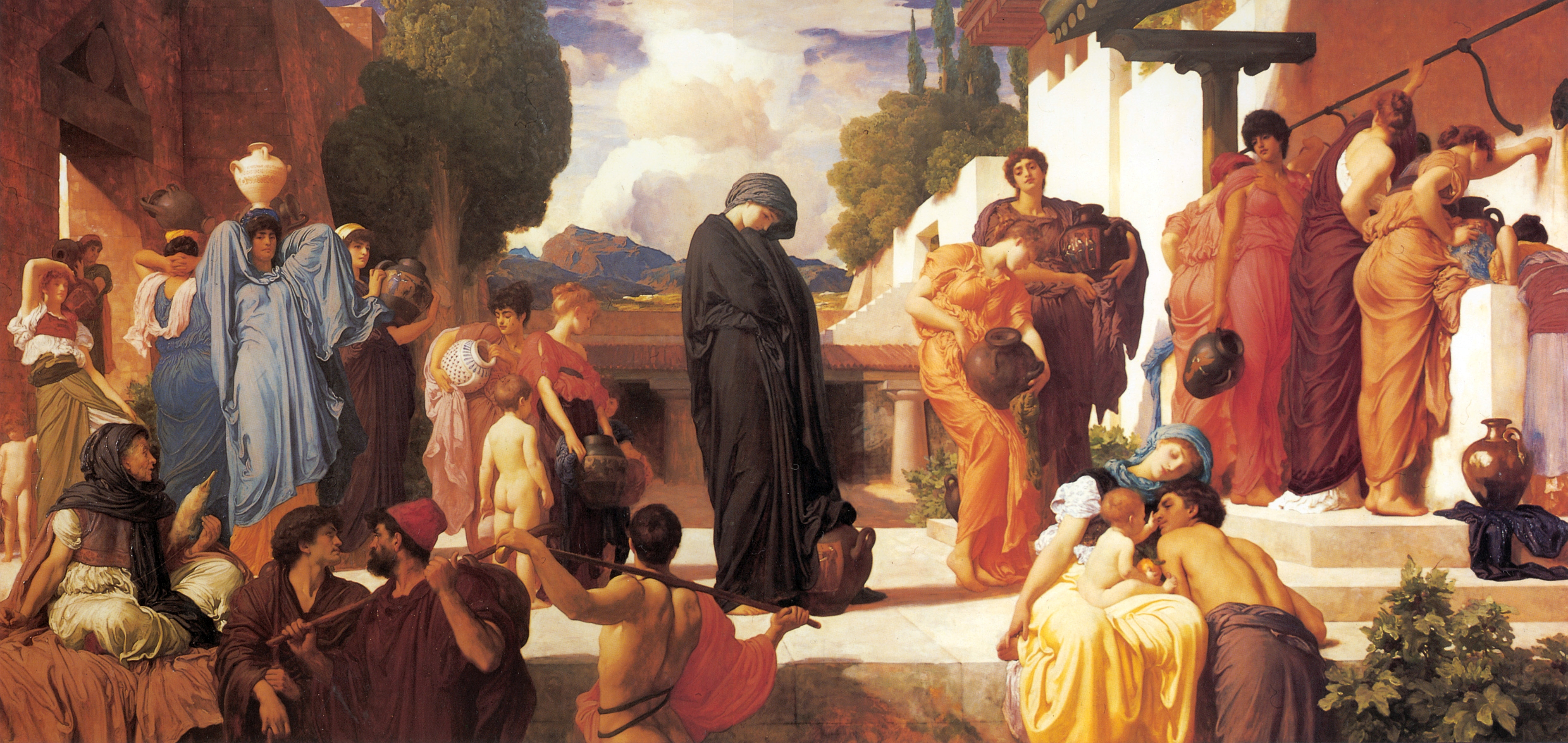
Frederic Leighton, Andromaque captive (1886).

Le jour des noces, Hermione est tiraillée entre le remords et l'impatience, incertaine de savoir si elle veut ou craint la mort de Pyrrhus, qu’elle aime, mais qui l'a trahie. Survient Oreste, qui vient d’accomplir la mission dont elle l’a chargé : Pyrrhus est mort sous les coups des Grecs. Hermione le récompense par des injures et sort, folle de désespoir. Oreste reste seul, désemparé. Pylade entre et lui annonce qu'Hermione s'est donné la mort sur le corps de Pyrrhus. Oreste s'emporte alors contre lui-même et finit par devenir fou. Andromaque veut tout de même venger l'homme qui lui a permis d'accéder au trône. En conséquence, Pylade, Oreste et les Grecs fuient l'Épire.

## Sources

### Euripide
Racine s'est notamment inspiré d'Andromaque, la tragédie d'Euripide (426 av. J.-C.), mais il a modifié plusieurs éléments de l'intrigue.
- Dans la pièce d'Euripide, Andromaque est déjà mariée à Pyrrhus et Hermione est la seconde femme du roi d'Épire.
- Chez Euripide, la jalousie d'Hermione n'est pas seulement une jalousie amoureuse : elle est motivée par le fait qu'Andromaque a un fils de Pyrrhus, tandis qu'elle, Hermione, est restée stérile. Elle accuse Andromaque de lui avoir jeté un sort ; de plus, elle craint que le fils d'Andromaque ne monte un jour sur le trône de l'Épire, succédant à Pyrrhus.
- Chez Euripide, Pyrrhus n'apparaît pas sur scène, le conflit met aux prises Hermione et Andromaque de manière directe. Ménélas, le père d'Hermione, prête main-forte à celle-ci contre Andromaque, et tous deux ont l'intention de se débarrasser de l'esclave étrangère — soit en la forçant à partir, soit en la tuant. Andromaque reçoit in extremis le soutien du grand-père de Pyrrhus, le sage Pélée.
- Chez Euripide, Oreste tue Pyrrhus, non pas à la demande d'Hermione, mais parce que cette dernière lui avait été promise autrefois : il agit donc par vengeance personnelle. Par ailleurs, il ne devient pas fou après avoir accompli ce meurtre.

### Virgile
Racine affirme dans sa préface s'être appuyé sur un passage du livre III de l'Énéide de Virgile. En fait, l'emprunt demeure très limité, d'autant plus que l'apparition d'Andromaque chez Virgile est rapide.
Quelques ressemblances cependant :
- Chez Virgile, Andromaque se trouve à Buthrot, en Épire (aujourd'hui en Albanie), où le héros Énée vient à sa rencontre. De même, dans sa pièce, Racine indique que « la scène est à Buthrot ».
- Exilée, Andromaque vit dans le passé : elle est en train d'offrir des libations aux cendres d'Hector, quand Énée la revoit après une longue séparation — elle apparaissait déjà chez Euripide, comme une veuve fidèle à son premier mari.
- Dans l'Énéide, Andromaque règne sur l’Épire[8]. Dans l'acte V de sa pièce, Racine reprend cette idée avec le couronnement d'Andromaque. C'est le principal apport de Virgile à Racine : chez Euripide, Andromaque est une esclave persécutée, et non une reine.

Les différences sont très importantes :
- Dans le récit de Virgile, Pyrrhus est déjà mort, et Andromaque, deux fois veuve, est mariée à Hélénos. Hermione, partie avec Oreste, n'est plus en Épire. Ainsi, deux personnages essentiels de la pièce de Racine, Pyrrhus et Hermione, ne figurent pas dans le récit principal de l'Énéide.
- Virgile met dans la bouche d'Andromaque un récit rétrospectif des événements qui lui sont arrivés depuis la chute de Troie : après l'avoir épousée, Pyrrhus l'a négligée, puis délaissée au profit d'Hermione, et enfin, contrainte à se marier avec Hélénos. Le thème de la jalousie féminine, très présent chez Euripide et amplifié par Racine, est totalement absent chez Virgile.
- Dans le récit de Virgile (tout comme chez Euripide), Astyanax, le fils d'Andromaque et d'Hector, est mort à Troie, tandis qu'il est toujours vivant dans la pièce de Racine.

## Représentations notables
1903 : 7 février - au théâtre Sarah-Bernhardt (Paris), musique de Camille Saint-Saëns avec Sarah-Bernhardt (Hermione), Blanche Dufrêne (Andromaque), Max (Oreste), Desjardins (Pyrrhus), Céalis (Phoenix), Arsène Durec (Pylade), Patry (Céphise), Jeanne Méa (Cléone).
1934 : 30 juin - mise en scène Duflos à la Comédie-Française avec Maurice Escande (Pyrrhus), Jean Hervé (Oreste), Maurice Donneaud (Pylade), Georges Dorival (Phoenix), Mary Marquet (Andromaque), Marie Bell (Hermione), Mary Morgan (Cléone), Marcelle Brou (Céphise).
1944 : 22 mai - mise en scène, scénographie et décors Jean Marais, costumes de Paquin, musique originale Django Reinhardt au théâtre Édouard-VII (Paris) avec Alain Cuny (Pyrrhus), Annie Ducaux (Andromaque), Jean Marais (Oreste), Michèle Alfa (Hermione), Pierre Cressoy (Pylade), Denis Noël (Cléone), Claude Vallières (Céphise), Robert-Maxime Aubry (Phoenix).
1948 : 11 février - mise en scène Maurice Escande à la Comédie-Française avec Maurice Escande (Pyrrhus), Jean Yonnel (Oreste), Véra Korène (Hermione), Annie Ducaux (Andromaque), Jacques Eyser (Pylade), Christiane Carpentier (Cléone), Raoul-Henry (Phoenix), Denise Noël (Céphise).
1950 : mise en scène Julien Bertheau au théâtre des Célestins (Lyon) avec Annie Ducaux (Andromaque), René Arrieu (Pyrrhus), Maurice Escande (Oreste), Christiane Carpentier (Hermione), Alain Nobis (Pylade), Pierre Duc (Phoenix).
1962 : 7 novembre - mise en scène de Jean-Louis Barrault à l’Odéon-Théâtre de France (Paris) avec Catherine Sellers (Andromaque), Geneviève Page (Hermione), Jean Desailly / Alain Cuny (Pyrrhus), Daniel Ivernel / Jean Topart (Oreste), Christiane Carpentier (Cléone), Sarah Sanders (Céphise), Jean-Roger Tandou (Phoenix) – Production : Compagnie Renaud-Barrault.
1964 : 11 décembre – mise en scène de Pierre Dux à la Comédie-Française avec Maurice Escande (Phoenix), André Falcon (Oreste), Georges Descrières (Pyrrhus), Jean-Louis Jemma (Pylade), Louise Conte (Andromaque), Thérèse Marney (Hermione), Françoise Kanel (Cléone), Berengère Dautun (Céphise).
1989 : 9 janvier – mise en scène de Roger Planchon au Théâtre national populaire (Villeurbanne) avec Christine Boisson (Andromaque), Miou-Miou (Hermione), Brigitte Catillon (Cléone), Judith Bècle (Céphise), André Marcon (Pyrrhus), Jacques Lalande (Phoenix), Richard Berry (Oreste), Jean Reno (Pylade).
1996 : mise en scène de Jacques Delcuvellerie au Théâtre national de Belgique (Bruxelles) avec Mireille Bailly (Andromaque), Francine Landrain (Hermione), Jean-Michel Balthazar (Oreste), François Sikivie (Pyrrhus), Olivier Gourmet (Pylade), Mathias Simons (Phoenix), Arianne Moret (Cléone), Virginie Ransart (Céphise).
2023 : mise en scène de Stéphane Braunschweig à l’Odéon-Théâtre de l’Europe (Paris) avec Jean-Baptiste Anoumon (Pylade), Bénédicte Cerutti (Andromaque), Boutaïna El Fekkak (Céphise), Alexandre Pallu (Pyrrhus), Pierric Plathier (Oreste), Chloé Réjon (Hermione), Jean-Philippe Vidal (Phoenix), Clémentine Vignais (Cléone).
Source : Les Archives du Spectacle

## Adaptations
Parmi les différentes œuvres musicales s'inspirant de la tragédie de Racine, on peut citer :
- Andromaca, opéra de Giuseppe Sarti, (1759-1760)
- Andromaque, tragédie lyrique d'André-Ernest-Modeste Grétry, livret de Louis-Guillaume Pitra, représentée en 1780 ;
- Andromaca, opéra de Giovanni Paisiello, livret de Giovanni Battista Lorenzi (1797)
- Ermione, opéra italien de Gioachino Rossini, livret d'Andrea Leone Tottola, créé en 1819.
- Andromaque, musique de scène de Camille Saint-Saëns, créée le 7 février 1903 au théâtre Sarah-Bernhardt à Paris.

Au cinéma, plusieurs films évoquent la pièce, notamment :
- L'Amour fou de Jacques Rivette (1969), consacré pour moitié environ (soit deux heures) à des répétitions d'Andromaque Le film établit un rapport de ressemblance entre l'histoire de la pièce (en particulier, la jalousie d'Hermione motivée par la passion que Pyrrhus éprouve pour Andromaque) et l'histoire moderne, qui se passe dans les années 1960, d'un metteur en scène dont le comportement séducteur éveille la jalousie de son épouse[9].
- Marquise de Véra Belmont (1997), biographie romancée de sa créatrice, Mlle Du Parc